# La casa della paura
La casa della paura (The Girl in Room 2A) è un film del 1974 diretto da William Rose e Dick Randall.

## Trama
Margaret Bradley è una giovane ragazza appena uscita di prigione che affitta una stanza nella casa di proprietà della signora Grant. Ben presto viene perseguitata da una setta sadica guidata da un misterioso assassino in vesti rosse.

## Produzione
Alcune scene furono girate a: Villa Chigi (Castel Fusano) e nei comuni di Bracciano, Mentana e Anguillara Sabazia.

## Distribuzione
Il film fu distribuito negli Stati Uniti nel luglio del 1974 mentre in Italia nel dicembre del 1975 con il divieto per i minori di 18 anni.

## Accoglienza

### Critica
Sean Becktel di HorrorNews.net ha scritto una recensione positiva del film mentre Brett Gallman di Oh, the Horror ha espresso un parere negativo.